# Ібрагімов Ібрагім Мустафійович
Ібрагім Мустафійович Ібрагімов (1888, Ялта — до 25 жовтня 1931, Париж) — кримськотатарський педагог, публіцист, радянський емігрант (перебіжчик).

## Життєпис
Народився 1888 року в Ялті. Походив із купецької родини кримських татар. У 1904 закінчив Сімферопольську татарську вчительську семінарію, у 1908 році — педагогічний інститут у Стамбулі.
Співробітник кримськотатарської газети «Ватан», що виходила в Карасубазарі за редакцією Абдурешита Медієва, його друга і колеги.
У 1910—1911 роках служив у Російській імператорській армії. Пізніше працював у Криму та Москві у приватних компаніях. Після Жовтневого перевороту — іноземний кореспондент татарських газет.
У 1920 році вступив до РКП(б). У 1920—1921 роках — член Ялтинського Ревкому, потім — Виконкому. Член бюро Укому, завідувач відділу Наросвіти. Голова першого комітету допомоги голодуючим. У 1922—1925 роках був головою Народного комісаріату освіти Кримської АРСР і водночас заступник голови Кримського комітету допомоги голодуючим (Кримпомголу). У 1925 р. рішенням Політбюро ЦК ВКП(б) його призначили заступником торгового представника СРСР у Туреччині.
У 1928 році втік до Європи. Через деякий час після втечі влаштувався в Парижі. Похований на Новому цвинтарі Булонь-Біянкур.
В 1931 році написав нариси «Робота Комінтерну і ГПУ в Туреччині», що залишилися у рукописі.